# União Popular pela Libertação de Guadalupe
A União Popular pela Libertação de Guadalupe (francês: Union Populaire pour la
Liberation de Guadeloupe) (UPLG) é um partido político da ilha de Guadalupe, fundado em 1978 por Lucien Perrutin como evolução do Groupe d'Organisation Nationale de la Guadeloupe (GONG). O partido reclama a total independência do arquipélago dentro de um sistema socialista.
Em 13 de dezembro de 1981 se constituiu o Movimento para a Unificação das Forças de Libertação Nacional de Guadalupe (MUFLNG), que queria agrupar as forças sindicais e independentistas de esquerdas. Em 6 de janeiro de 1982, o MUFLNG se manifestou contra a lei de descentralização e anunciou uma oposição ativa contra o "colonialismo francês", unindo-se a uma iniciativa do Mouvement Independentiste de la Martinique e da Frente Nacional de Libertação da Guiana com o fim de unir forças na causa comum contra o colonialismo francês.
Apareceu assim a Aliança Revolucionária Caribenha (ARC), dirigida por Luc Reinette, que entre março e novembro de 1983 organizou diversos atentados terroristas que continuaram até 1989, apesar de que Reinette foi detido em 1984.
Em abril de 1989, a UPLG abandonou a luta armada e apostou pela campana de agitação política, de forma que organizou protestos em Port Louis pedindo a libertação dos presos políticos, provocando violentos enfrentamentos com a polícia. Conseguiram uma anistía do governo francês em julho de 1989.
Em março de 1990, o novo líder da UPLG, Claude Makouké, anunciou que se apresentaria às eleições e solicitou para a ilha o estatus de Estado Associado, como passo prévio à independência.